# مسافة السلطة

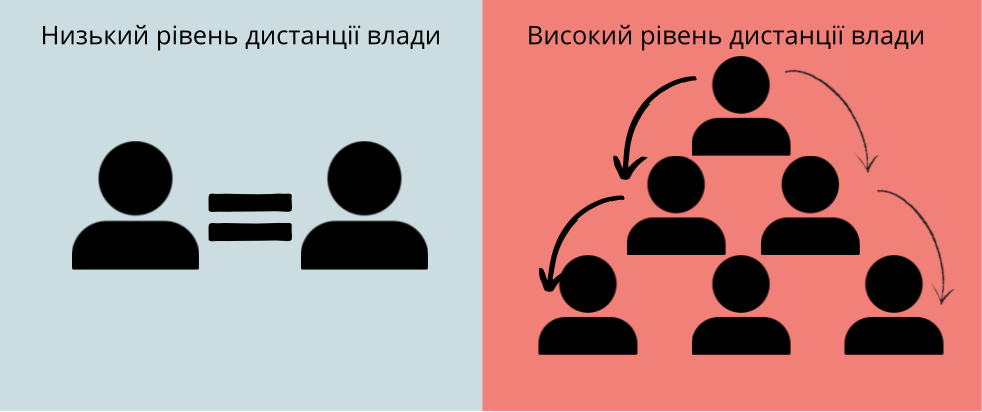
تمثيل تخطيطي لمستويات مسافة القدرة

يُشير مصطلح مسافة السلطة أو مدى النفوذ إلى العلاقة بين من يملكون السلطة والمرؤوسين، هذه العلاقة التي تعتمد على كيفية رد فعل الأخيرين نحو من يحوزون النفوذ. في مجتمع يتفاعل فيه الأفراد ذوو المراتب الأدنى مع السلطة بطريقة تعتمد على ثقافة مسافة السلطة، إن كانت عالية أو منخفضة. ويُعد مؤشر مسافة السلطة أداةً لقياس مدى قبول السلطة القائمة لهذه العلاقة بين الأفراد ذوي النفوذ الأعلى والأفراد ذوي النفوذ الأدنى. وهو مفهوم أنثروبولوجي -علم الإنسان- يُستخدم في الدراسات الثقافية لفهم العلاقة بين الأفراد ذوي النفوذ المتباين وآثار أولئك الأفراد وتصوراتهم. في هذه المجتمعات، تنقسم مسافة السلطة إلى فئتين تمثلان مؤشر السلطة لتلك الثقافة. ومن المرجح أن يترتب الناس في المجتمعات ذات السلطة العالية وفقًا لتسلسل هرمي حيث لكل شخص مكان، ما لا يحتاج إلى تبرير آخر. في هذه الحالة، فإن من يحتلون مواقع السلطة العليا يحظون بالاحترام والتقدير. ويسعى الأفراد في المجتمعات ذات مسافة السلطة المنخفضة إلى توزيع السلطة بالتساوي. دون النظر إلى نفس مستوى الاحترام الذي تحظى به الثقافات ذات مسافة السلطة العالية، يكون التبرير الإضافي غالبًا محل تساؤل بين الأفراد في المجتمعات ذات مسافة السلطة المنخفضة. أشار الباحثون أيضًا إلى أنه يجب إقامة العلاقات الثقافية أولًا قبل إقامة أي علاقات أخرى في أي مشروع عمل. وهي تفاعلات ومشاعر نُقِلت بين أناس من مُختَلف الثقافات.
تشير مسافة القوة إلى العلاقة بين السلطة والأفراد المرؤوسين التي تعتمد على كيفية رد فعل الأخير تجاه الأول. إنه مفهوم أنثروبولوجي يستخدم في الدراسات الثقافية لفهم العلاقة بين الأفراد ذوي القوة المتفاوتة والتأثيرات وتصوراتهم. يستخدم مؤشر مسافة الطاقة (PDI) كأداة لقياس قبول القوة بين الأفراد الأكثر قوة والأقل قوة. [1] في هذه المجتمعات ، تنقسم مسافة القوة إلى فئتين تشبهان مؤشر قوة الثقافة ؛ من المرجح أن يتبع الأشخاص في المجتمعات التي لديها مسافة قوة عالية تسلسل هرمي حيث يكون لكل فرد مكان ولا يحتاج إلى مزيد من التبرير ، ويتم احترام الأفراد ذوي الرتب العالية والتطلع إليهم. في المجتمعات ذات مسافة الطاقة المنخفضة ، يهدف الأفراد إلى توزيع القوة بالتساوي. فيما يتعلق بنفس المستوى من احترام ثقافات المسافات عالية الطاقة ، غالبًا ما تكون هناك حاجة إلى تبرير إضافي بين أولئك الموجودين في مجتمعات المسافات منخفضة الطاقة. أشارت الأبحاث أيضًا إلى أنه قبل إنشاء أي علاقات أخرى في العمل التجاري ، يجب تكوين علاقة بين الثقافات أولاً.

## الأصل
كان جيرت هوفستيد عالم نفس وأستاذًا هولنديًا مشهورًا، قبل دخوله في هذا المجال، سافر هوفستيد بحرًا، ما أثر في آرائه حول التنوع الثقافي وانعكاساته على الصعيد العالمي.
هو أول من أجرى دراسة شاملة لعدة بلدان حول موضوع مسافة السلطة، التي شملت خمسين دولة مختلفة وآلاف الموظفين من شركات كبرى. وقد وزع هوفستيد استبيانات على مختلف موظفي شركة (آي بي أم) في مختلف البلدان، حول هل يخشون الاختلاف مع رؤسائهم. ولاحظ اختلافًا في مستويات السلطة وأسلوب الإدارة في أثناء هذه الدراسة. استخدم هوفستيد النتائج التي توصل إليها لتقديم اقتراح 4 أبعاد ثقافية وهي: الفردية/ الجماعية، والذكورة/الأنوثة، ومسافة السلطة، وتجنب عدم اليقين. وقد وُصفت هذه الأبعاد في عمله «عواقب الثقافة». وقد أنشأ مؤشرًا لمسافة السلطة لقياس هل مسافة السلطة عالية أم معتدلة أم منخفضة.

## تطوير النظرية ودراستها

### جيرت هوفستيد

#### نظرية الأبعاد الثقافية
طوّر هوفستيد نظرية الأبعاد الثقافية، التي تُستخدم على نطاق واسع إطارًا بالغ الأهمية للتواصل بين الثقافات. وتعد هذه النظرية من أولى النظريات التي يمكن تقديرها كميًا، واستخدامها لتفسير الاختلافات الملحوظة بين الثقافات، وطُبِقت على نطاق واسع في العديد من الميادين، خصوصًا في مجال علم النفس متعدد الثقافات والأعمال التجارية الدولية والتواصل بين الثقافات.
كان الدافع وراء إجراء هذا الإحصاء -المعروف أيضًا باسم «تحليل العوامل»- هو تحقيق التطور، استنادًا إلى نتائج الاستطلاع العالمي لقيم الموظفين العاملين في شركة (آي بي أم) الذي أُجري بين عامي 1967 و1973. وقد حددت نظرية هوفستيد 6 أبعاد للثقافة هي: مسافة السلطة، والفردية مقابل الجماعية، وتجنب الغموض، والذكورة مقابل الانوثة، والتوجه طويل الأجل مقابل التوجه قصير الأجل، والانغماس مقابل ضبط النفس. تشير البحوث حاليًا إلى إمكانية اختلاف مسافة السلطة بين ثقافة وأخرى. ما قد يكون سائدًا خصوصًا في الشركات الدولية.
كشفت دراسة أُجريت حديثًا أن الموظفين يتحدثون بأريحية عندما يعملون لدى أرباب عمل يرونهم متواضعين. فالإنسانية صفة غالبًا ما ترتبط بمسافة الثقافات الأقل سلطة. ووجدت الدراسة أن تصور الموظف الذاتي للسلطة لا يحدد صوته في مكان عمله فحسب، بل تواضع رب العمل أيضًا. وقد تكون نظرية البعد الجماعية التي قدمها هوفستيد هي الأقرب في مثل هذه الظروف.

#### مؤشر مسافة السُلطة (PDI)
صُمم مؤشر مسافة السلطة لقياس مدى اختلاف السلطة داخل المجتمع، الذي يقبل به الأعضاء الأقل سلطة -مثل العائلة- في المنظمات والمؤسسات. ويُشير إلى مستوى مسافة السلطة والعلاقات التبعية بتسجيل نتيجة لكل بلد. يمثل مؤشر مسافة السلطة (PDI) مستوى التفاوت الذي تحدد من أسفل السلم لا من أعلاه. أكد هوفستيد أنه لا توجد قيم مطلقة، وأن مؤشر مسافة الطاقة وسيلة مفيدة فقط للمقارنة بين البلدان. وقد اشتق هوفستيد نتائج مسافة السلطة من 3 مناطق و50 دولة بواسطة الإجابات التي قدمها موظفو شركة (آي بي إم) في نفس النوع من الوظائف ولنفس الأسئلة. تتمثل الخطوات المفصلة لحساب مؤشر مسافة السلطة كما يلي:
1.   تحضير 3 أسئلة استطلاعية:
- ما مدى التواتر أو التخوف من التعبير عن اختلافهم مع مديرهم، وفقًا لخبراتهم؟ (متوسط الدرجات بين 5-1، من «تكرارًا» إلى «نادر جدًا»).[10]
- نظرة المرؤوسين أو الموظفين إلى نمط اتخاذ القرار الفعلي لرئيسهم (النسبة المئوية التي تحدد اختيار النمط الاستبدادي أو الأبوي، من 4 أساليب مُمكنة إضافةً إلى «لا شيء من هذه البدائل»).[10]
- تفضيل المرؤوسين لنمط اتخاذ القرار الخاص برئيسهم (النسبة المئوية التي تفضل اسلوبًا استبداديًا أو أبويًا، أو على العكس، نوع يستند إلى تصويت الاغلبية، لكن ليس بأسلوب تشاوري.[10]

2.   ترميز الإجابات وتمثيلها برقم (مثل 1,2,3,4،…)
3.   احتساب متوسط الدرجات للإجابات من الأشخاص من كل بلد، أو النسبة المئوية لاختيار إجابات دقيقة.
4.   تصنيف الأسئلة في مجموعات تُسمى مجموعة العوامل، باستخدام إجراء احصائي.
5.   إضافة أو طرح النتائج الثلاث بعد ضرب كل منها بعدد ثابت.
6.  إضافة رقم ثابت آخر.
- ثقافة ذات مؤشر منخفض لمسافة السُلطة: إن في مؤشر مسافة السلطة للثقافات الدنيا، تكون المسافة العاطفية قليلة نسبيًا. وهناك العديد من العلاقات الديمقراطية أو القنصلية بين توقع السلطة وقبولها. والناس مُتضامنون نسبيًا مع أصحاب السلطة، ويوجد انخفاض نسبي في عدم المساواة في توزيع السلطة بين الناس. وفي ظل هذه الظروف، فإن السلطة اللامركزية والبنية الإدارية الأفقية شائعة لكنها ليست مقياسًا عالميًا. ما يعني أن المديرين والمرؤوسين على حدٍ سواء سيكونون على اهتمام قليل نسبيًا بهذا الشأن، ويصبح توزيع مسؤولية اتخاذ القرار واسع النطاق. وعلى هذا، فإن سياسة «الباب المفتوح» مُستخدمة بسهولة أكبر، بالمقارنة بأماكن أخرى، التي تعني أن الأفراد ذوي المناصب العليا ليسوا على صلة مباشرة بمن هم أقل منهم منصبًا للاستماع أو الحديث إليهم فحسب، بل يتولى الأتباع مسؤولية مواجهة التحديات وتقديم الاقتراحات لرؤسائهم أيضًا. مثلًا، وفي هذه الثقافة، إذا أراد الشخص أن يحصل على ترقية، فيُفضل أن ينقل آراءه لرئيسه مباشرةً. من البلدان التي تمتلك مؤشرًا ضعيفًا لمسافة السلطة: هولندا والمملكة المتحدة والولايات المتحدة وألمانيا وبلدان الشمال.[11]
- ثقافة ذات مؤشر عال لمسافة السلطة: في هذه الثقافات تكون علاقات السلطة أبوية واستبدادية، إذ توجد سلطة مركزية. أي توجد فجوة واسعة أو حاجز نفسي كبير بين الناس من مختلف مستويات التسلسل الهرمي. إذ يعتمد الناس اعتمادًا كبيرًا على أصحاب السلطة، وهو ما يطلق عليه علم النفس الاعتماد المضاد. وفي مكان العمل، يُبدي المرؤوسون رغبتهم لتقَبُل المركز الأدنى. وقد لا يطلب الرئيس بدوره أي مشاركة واسعة في عملية صُنع القرار. وعلى النقيض من الثقافات ذات مؤشر مسافة السلطة المنخفض، فقد حل أسلوب الزعامة الاستبدادي محل سياسة «الباب المفتوح»، ما يعني أنه من غير المحتمل أن يقترب المرؤوسون من رؤسائهم لمناقشتهم مباشرةً. مثلًا، مع أن الموظفين قد يرغبون بالحصول على ترقية، فإن الأمر يعود إلى رئيسهم ولا اعتبار لرأيهم في ذلك. وعمومًا، ترى البلدان ذات الثقافات عالية السُلطة، أنه لا حرج في عدم المساواة، وهكذا، يكون الجميع في وضع محدد. ويستخدم من يشغلون مناصب عليا رموزًا تدل على مستواهم. مثلًا، لا يتناول أصحاب المناصب العليا الغداء في نفس المكان مثل أصحاب المناصب الأدنى. وهناك أعداد كبيرة من المشرفين الذين يتمتعون بامتيازات خاصة. تُعد الصين وفرنسا وماليزيا والدول العربية أمثلةً لبلدان تتمتع بمؤشر عال لمسافة السُلطة.[11]

#### قيود نموذج هوفتسيد لمسافة السلطة
قدمت دراسة هوفستيد مساهمة كبيرة في وضع تقاليد بحثية في علم النفس الثقافي. ومع ذلك، فإن القيود ما زالت موجودة.
أولاً، تظهر مراحل عملية البحث كعمل سياسي يهدف إلى جعل الأشياء غير الطبيعية تبدو طبيعية. يبين الاستبيان مسافة السلطة القوية، التي صُممت خصوصًا لحل المشاغل المعيارية للبحوث. للتوضيح، فهو مبدئيًا يخدم مشاغل من يحتاجون إلى إجراء تحليل مقارن وإنشائه من خلال «فرض محور متميز ثقافيًا للمقارنة» على مجموعة مختلفة من الموظفين.
ثانيًا، اعتمد الاستبيان منهجية غربية واضحة لتحليل البلدان غير الغربية، وهو أيضا انتقائي نسبيًا في تمثيل التفاوت بين بلدان الغرب. مثلًا، ركز مؤشر مسافة السلطة على العلاقة بين الرئيس والأتباع، وهو ما يُعد تحيزًا، إذ يتجاهل أشكالًا أخرى للتفاوت في الغرب. إذ لم تعبر الأسئلة عن التفاوت العنصري والاستعماري والطبقي المنتشر على نطاق واسع، وينبغي أن يؤخذ في الحسبان عند قياس مسافة السُلطة.